# Tecomaria capensis

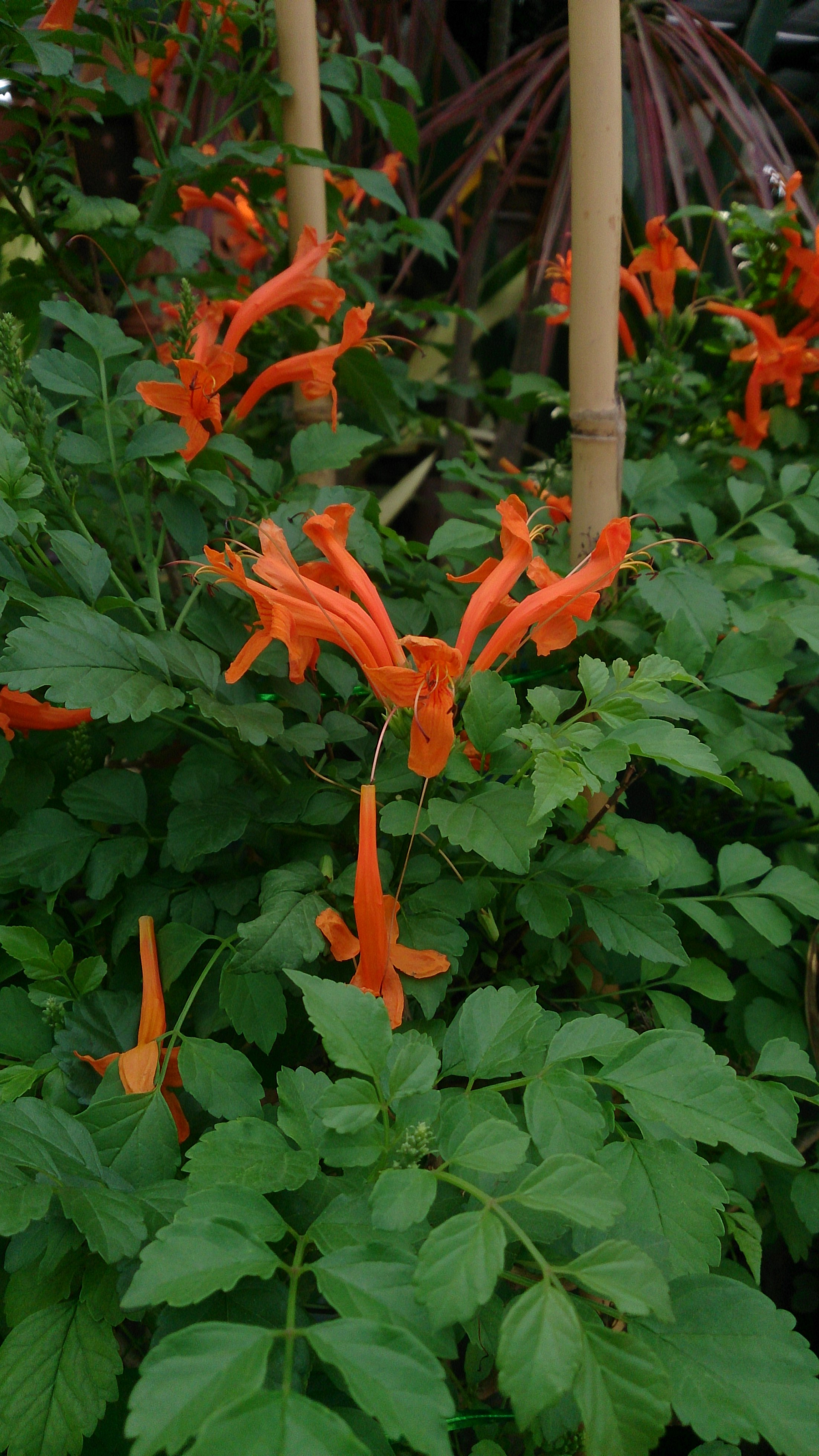
Vista de la planta

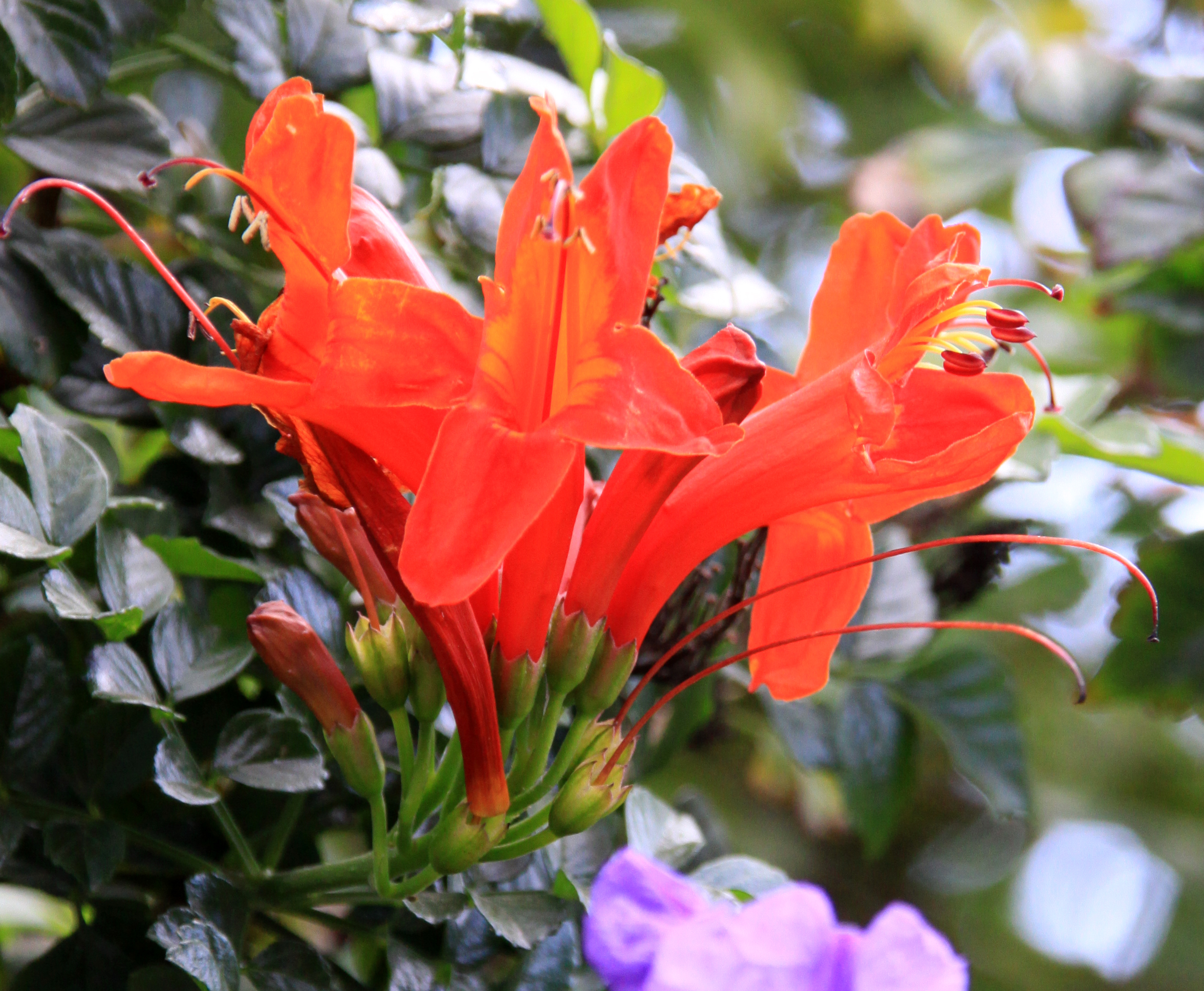
Flores

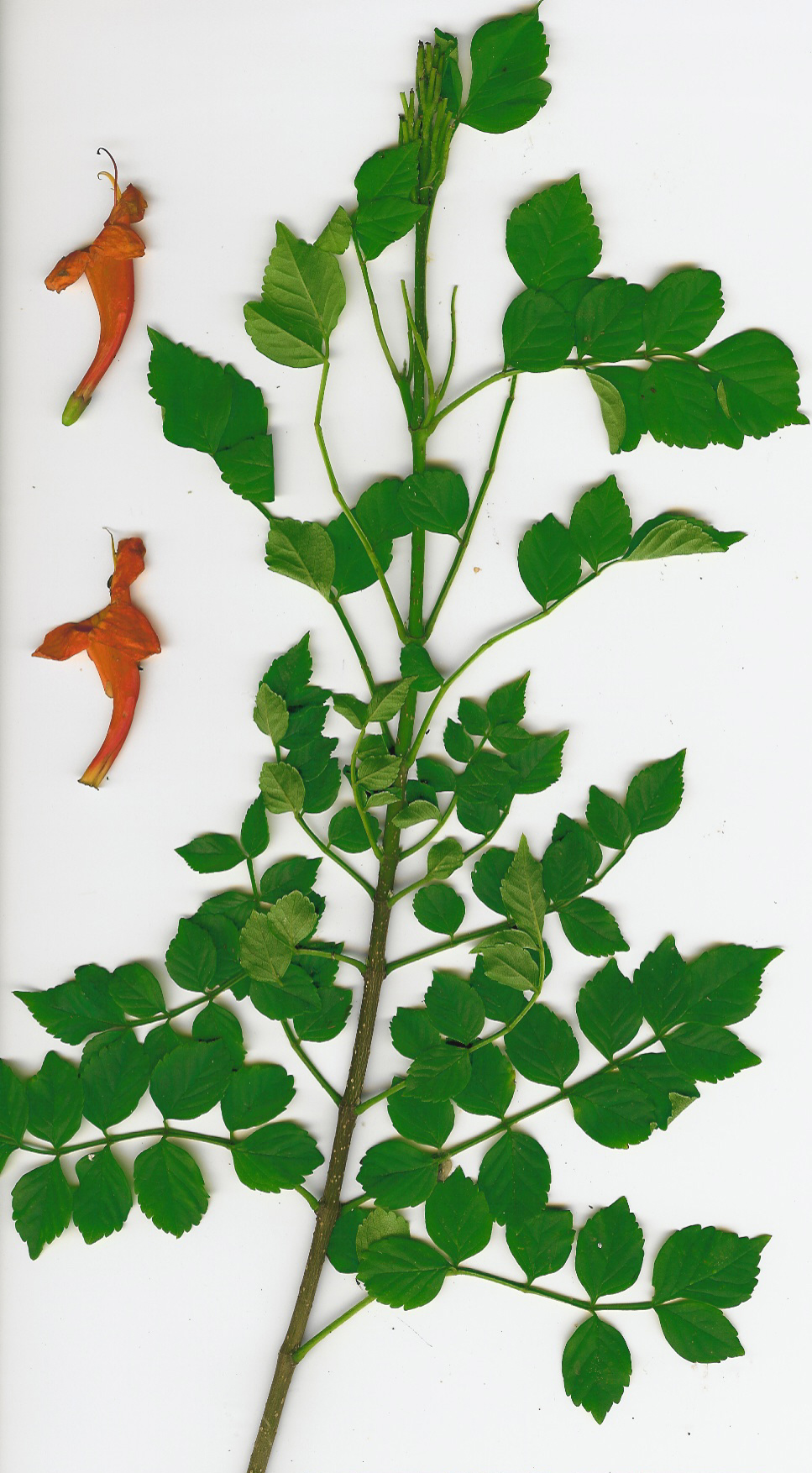
Detalles

Tecomaria capensis, es una especie  del género Tecomaria, perteneciente a la familia de las bignoniáceas.

## Descripción
Es un arbusto erecto,  que alcanza un tamaño de 3-8 m de altura y una anchura similar. Normalmente siempre verde, puede perder sus hojas en climas más fríos. En ciertos hábitats puede apoyarse, lo que significa que dispara puntas de crecimiento largos que se apoyan en los tallos y ramas de otras plantas, así como cantos rodados, enrejados, cercas y muros; esto puede llevar a la planta a aparecer desordenada. Las hojas miden hasta 15 cm de largo, son opuestas, ligeramente dentadas, de color verde a verde oscuro, y pinnadas con 5-9 folíolos oblongos. Las flores son tubulares, estrechas, de unos 7,5 cm de largo, y se producen en diferentes momentos a lo largo del año. Se agrupan en largos racimos terminales de 10-15 cm de largo. Las flores en color van del naranja a naranja-rojo albaricoque.

## Distribución
La especie se encuentra de forma natural en Sudáfrica, Suazilandia y el sur de Mozambique. Se cultiva en otras zonas del mundo, como en el sudeste de Asia, Hawái y América. Se puede considerar como invasora en islas remotas, como las Azores (como se ve en la isla de San Miguel, cerca de Ponta Garça).

## Cultivo
Tecoma capensis se cultiva desde hace muchos años y se utiliza a menudo para fines de cobertura, ya que es un arbusto de aleatorización. Puede propagarse por estacas o quitando los retoños arraigados durante la fase de crecimiento activo.
Puede plantarse en semi-sombra y plena luz. En zonas frías las plantas jóvenes deben ser protegidas de las heladas. Para mantener este arbusto limpio y ordenado, debe ser podado a finales del invierno para promover un nuevo crecimiento y flores. La aplicación de un fertilizante equilibrado después de la poda mejorará el crecimiento y la floración.
Esta planta se ha ganado el Award of Garden Merit. de la Royal Horticultural Society.

## Ecología
Tecomaria capensis es una planta excelente para utilizar en un jardín de la vida silvestre en el sur de África, ya que es popular entre los pájaros  y ciertos insectos debido a su néctar. Puede ser bastante denso (si no es podado) y como tal se puede utilizar como un sitio de anidación por unas pocas especies de aves.
Las larvas de los lepidópteros Acherontia atropos y Coelonia mauritii comen las hojas de esta planta.

## Taxonomía
Tecoma capensis fue descrita por (Thunb.) Lindl.  y publicado en Botanical Register; consisting of coloured . . . 13: t. 1117. 1828.
Etimología
Tecoma es un nombre de género que deriva de la palabra náhuatl tecomaxochitl, que se aplicó por pueblos indígenas de México a las plantas con flores tubulares. Tecomaria se creó haciéndolo derivar de Tecoma al escindir un nuevo género con dos de sus especies.
capensis: epíteto geográfico que alude a su área natural en el Cabo de Buena Esperanza.
Sinonimia
- Bignonia capensis Thunb.	basónimo
- Ducoudraea capensis Bureau
- Gelseminum capense (Lindl.) Kuntze
- Tecoma petersii Klotzsch
- Tecoma capensis (Thunb.) Lindl.
- Tecomaria capensis var. flava Verdc.
- Tecomaria krebsii Klotzsch
- Tecomaria petersii Klotzsch[5][6]